# UNIX 98
UNIX 98 jest nazwą nadaną przez The Open Group systemom operacyjnym, które są zgodne z Single UNIX Specification, wersja 2.